# 니농 드 랑클로

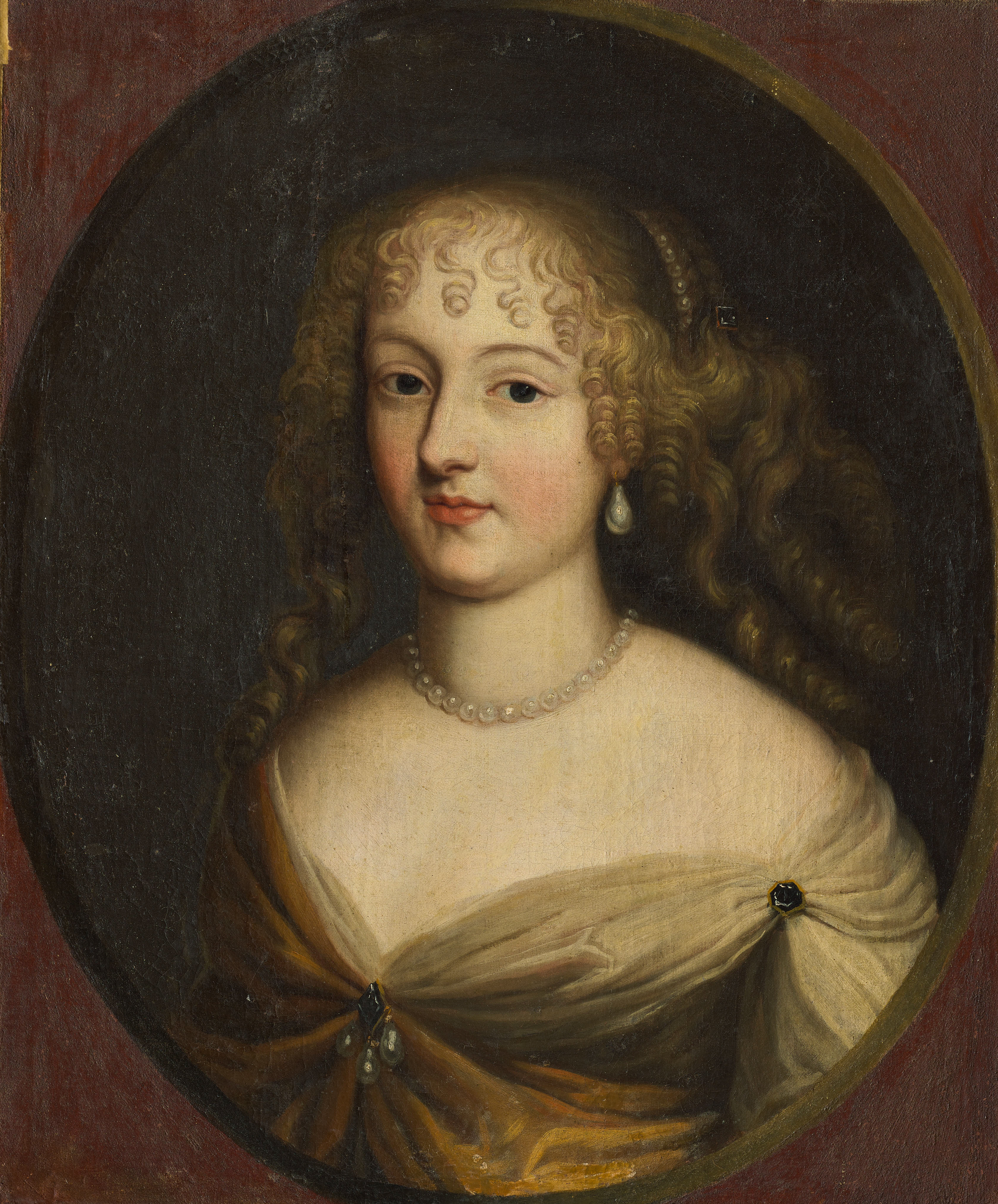

니농 드 랑클로(Ninon de l'Enclos, 1620년 11월 10일~1705년 10월 17일)는 프랑스의 작가이며 고급 매춘부이자 살롱의 여왕이라 불린다.
그녀는 루이 14세에게 조언을 할 정도로 지성이 풍부했으며 볼테르와도 깊은 인연이 있었다.
니농은 수많은 연인이 있었는 데, 그 중의 하나는 그녀의 아들도 포함했다.  그 아들의 친부는 그의 아들에게 친모가 누구인지 알려 주지 않았다.  니농을 수치로 여겼기 때문이었다.  그녀의 아들이 젊은 청년이 되어 니농을 만났을 때,  니농은 60대였는데, 그는 니농과 사랑에 빠졌다. 니농은 그의 아버지로 부터 비밀을 지키라고 부탁을 받았으나, 그녀는 그 청년에게 그가 자신의 아들이라고 고백하였다.  그러자, 그 소식을 들은 그 청년은 그녀의 집 뒤로가 자살을 하였다.  이 이야기는 카를 융의 저서인 무의식의 심리학에서 소개되었다.